# 正徹本源氏物語
正徹本源氏物語（しょうてつほんげんじものがたり）は、室町時代中期の歌人・僧侶である正徹が書写しその旨の奥書を書き加えた源氏物語の写本。またそれをもとに書写された源氏物語の写本。

## 概要
正徹は数多くの和歌を詠むとともに源氏物語について冷泉為尹や『源氏雑抄物』等の著書のある今川了俊に学んでおり、自身も永享12年（1440年）には源氏物語の注釈書「一滴集」を著わすなどしている。正徹本奥書の記述によれば、正徹本とは冷泉家に伝わった冷泉為相所持本をもとにし、いくつかの写本を校合した本文であるとみられる。現在専修大学に所蔵されている「桐壺」巻のみの写本は、冷泉家相伝の冷泉為相本『源氏物語』の書写であるとされるが、その本文は正徹本に近いものである 。現存する写本に見られる本文系統はおおむね三条西家本に近い青表紙本であるが、ほかの青表紙本に見られない異文が含まれていることもある。吉澤義則は正徹本を源氏物語の流布本が河内本から青表紙本に変わっていく際の転換点にあたる伝本であるとしている。上原作和は、正徹本系統の本文を、「定家卿本」として巷間流布していた青表紙本系の中の「定家自筆本、明融本、大島本」（第一類）、「榊原家本、横山本」（第二類）に次ぐ、第三類の流布本系の可能性があるとしている。

## 現存する写本
正徹本と考えられる源氏物語の写本として現在以下の写本が確認されている。
- 国文学研究資料館所蔵正徹本
江戸時代初期の書写とみられる全54帖一筆の揃い本である。正徹自筆本ではなくその転写本である。桐壷から紅葉賀、葵、賢木に正徹の奥書がみられる[7][8]。
- 慶應義塾大学付属図書館本
江戸時代初期の書写とみられる全54帖一筆の揃い本である。
- 宮内庁書陵部蔵本
室町時代末期の書写とみられる全54帖の揃い本である。他に系図1帖がついている[9]。

部分的に現存する写本
- 京都女子大学付属図書館吉澤文庫蔵正徹本
第01帖 桐壺のみ現存する写本。吉澤義則旧蔵本。吉澤義則は自身の著書に「正徹自筆本」として紹介し、写真を掲載している[10]。
- 天理大学付属天理図書館蔵本
第01帖 桐壺・第48帖 早蕨・第50帖 東屋のみ現存する写本。青表紙本系統の本文に正徹本を校合したものである。
- 大阪青山短期大学蔵本
第52帖 蜻蛉のみ現存する写本[11]。

現存しない・または現在の所在が確認できない写本
- 金子正臣旧蔵正徹本
金子正臣旧蔵本。正徹の奥書を持つ室町時代末期の書写とみられる写本。戦災により焼失したとされる[12][13]。
- 徳本正俊旧蔵本
徳本正俊旧蔵本。現在の所在は不明である[14][15]。

## 校本への採用
校異源氏物語及び源氏物語大成校異編への採用は無い。なお、池田亀鑑が校異源氏物語を作成した際の資料に図書寮蔵正徹本及び徳本正俊氏蔵古写本の校合書入本や正徹本（当時どこに所蔵されていたものかは不明）の校合書入本等があるため、ある時期までは正徹本が対象になっていたとみられる。加藤洋介は、源氏物語大成校異篇に収録されていない定家本（青表紙本）の校異を調査して作成した「定家本源氏物語校異集成（稿）」おいて、第01帖 桐壺、第02帖 帚木、第03帖 空蝉、第04帖 夕顔、第05帖 若紫、第08帖 花宴、第09帖 葵、第10帖 賢木、第11帖 花散里、第12帖 須磨、第13帖 明石、第14帖 澪標、第15帖 蓬生、第16帖 関屋、第17帖 絵合、第18帖 松風、第22帖 玉鬘、第29帖 行幸、第30帖 藤袴、第31帖 真木柱、第34帖 若菜上、第35帖 若菜下、第36帖 柏木、第37帖 横笛、第38帖 鈴虫、第39帖 夕霧、第40帖 御法、第41帖 幻、第42帖 匂宮、第44帖 竹河、第47帖 総角、第48帖 早蕨、第51帖 浮舟、第53帖 手習について宮内庁書陵部所蔵の正徹本の校異を採用している。

## 翻刻・複製・影印
市販の書籍としては存在しないが、文部科学省科学研究費補助金研究成果報告書の付属DVDに伊藤鉃也による国文学研究資料館所蔵本の翻刻が収録されている。